# انجمن علمی انتقال خون ایران
انجمن علمی انتقال خون ایران نام انجمن علمی فعال در حوزهٔ خون‌شناسی و علوم آزمایشگاهی است. این انجمن از سال ۱۳۸۴ شروع به فعالیت کرد.